# Шаргородский, Александр Олегович
Александр Олегович Шаргородский (укр. Олександр Олегович Шаргородський, позывной — Моряк; 5 февраля 1994, Балта — 17 мая 2023, Бахмут) — украинский военнослужащий, сержант, участник российско-украинской войны. Герой Украины (2025, посмертно).

## Биография
Родился 5 февраля 1994 года в городе Балта Одесской области. Проживал в селе Требухов Киевской области. Окончил факультет плодоовощеводства, экологии и защиты растений Уманского национального университета садоводства.
С 2014 года принимал участие в боевых действиях на востоке Украины. С началом полномасштабного вторжения России в Украину в 2022 году служил сержантом в 3-й отдельной штурмовой бригаде, где командовал личным составом в сражениях за Бахмут, Клещиевку, Ивановское, Ступочки и Предтечино. Погиб 17 мая 2023 года в городе Бахмут.
Похоронен в селе Требухов.

## Награды
- Звание «Герой Украины» с удостоением ордена «Золотая Звезда» (5 мая 2025, посмертно) — за личное мужество и героизм, проявленные в защите государственного суверенитета и территориальной целостности Украины, верность военной присяге[2].